# Ramón Núñez
Ramón Fernando Núñez Reyes, född 14 november 1985, är en honduransk professionell fotbollsspelare som spelar som mittfältare eller anfallare. Han har spelat för ett flertal klubbar i USA och Honduras innan han som free agent kom till Leeds United 2010. Han lämnade Leeds i januari 2013 som free agent. Han spelar numera för Fort Lauderdale Strikers.
Han spelar dessutom i Honduras herrlandslag i fotboll och har tidigare representerat Honduras på ungdomsnivå.